# Srpen 2009
1. srpna
- Ve věku 76 let zemřela bývalá filipínská prezidentka Corazon Aquinová, vůdkyně hnutí, které v roce 1986 nenásilně svrhlo diktaturu Ferdinanda Marcose.[1]

5. srpna
- Íránský prezident Mahmúd Ahmadínežád složil v Teheránu před budovou parlamentu přísahu a zahájil své druhé funkční období.[2]
- Ve věku 80 let zemřel v Praze český režisér Pavel Háša.[3]

6. srpna
- Ve věku 87 let zemřel v Praze po dlouhé nemoci český režisér Jaromír Pleskot.[4]
- Bankovní rada České národní banky snížila úrokové sazby na historické minimum.[5]

10. srpna
- V uhelném dole v Handlové na středním Slovensku výbuch uhelného prachu v podzemí zavalil 20 horníků a báňských záchranářů.[6]

18. srpna
- Zemřel Kim Te-džung († 83), bývalý jihokorejský prezident a nositel Nobelovy ceny za mír z roku 2000.[7]
- Barbora Špotáková získala na Mistrovství světa v atletice 2009 v Berlíně stříbrnou medaili v hodu oštěpem.[8]

20. srpna
- Jamajčan Usain Bolt se stal v Berlíně mistrem světa v běhu na 200 metrů. Zároveň zlepšil světový rekord v této atletické disciplíně na 19,19 s.

24. srpna
- V Innsbrucku zemřel ve věku 73 let rakouský lyžař Toni Sailer, trojnásobný olympijský vítěz a sedminásobný mistr světa.

25. srpna
- Ve věku 77 let podlehl rakovině v rodinném sídle Hyannis Port v Massachusetts americký senátor Ted Kennedy, nejmladší z devíti sourozenců. Jeho bratry byli John Fitzgerald, Robert Francis a Patrick Joseph.[9]

27. srpna
- Ve věku 96 let zemřel v Moskvě ruský spisovatel Sergej Michalkov, autor slov sovětské i ruské hymny.[10]

28. srpna
- Ruská tyčkařka Jelena Isinbajevová posunula na Zlaté lize ve švýcarském Curychu hodnotu světového rekordu na 506 cm.[11]

30. srpna
- V japonských předčasných parlamentních volbách podle odhadů po uzavření volebních místností drtivě zvítězila opoziční Demokratická strana Japonska.[12]
- V zemských volbách v německých spolkových zemích Sasko, Durynsko a Sársko zvítězila vládní CDU, která ovšem ve všech regionech dopadla hůře než v roce 2004; polepšila si naopak FDP a zejména v Sársku získali Die Linke.[13]

31. srpna
- Slovenská nízkonákladová letecká společnost SkyEurope zastavila všechny lety a soudem jmenovaný správce firmy podal návrh na konkurz.[14]